# Camacho (futebolista)
Guilherme de Aguiar Camacho (Rio de Janeiro, 2 de março de 1990), mais conhecido como Camacho, é um futebolista brasileiro que joga como volante. Atualmente, está no CSA.

## Carreira

### Flamengo
Nascido no Rio de Janeiro, Camacho começou sua carreira nas categorias de base do Madureira. Chegou ao Flamengo ainda muito jovem, aos 9 anos de idade, e passou um bom tempo no futsal até poder jogar pelo time de campo. Camacho passou por praticamente todas as categorias de base do rubro-negro, vivendo o cotidiano do clube. Acabou ganhando a camisa 10 quando chegou nos juniores, inclusive, era responsável por reger a criação das jogadas do time, e com méritos, já que encantava com seus passes precisos, e boa visão de jogo, além da facilidade de bater na bola, principalmente em cobranças de bola parada.

### Paraná
Tido como uma joia pela diretoria, em 2008 chegou a treinar com o time profissional a pedido do então treinador do Flamengo Caio Júnior, mas acabou sendo emprestado para o Paraná. A ideia era fazer com que o ainda jovem atleta ganhasse experiência. No Paraná, Camacho fez seu primeiro jogo como profissional.

### Retorno ao Flamengo
Voltou para o Flamengo no ano seguinte, inclusive, disputou a Copa São Paulo de Futebol Júnior de 2009, no entanto, a sua habilidade, aliado a alguns problemas de contusões passados pelo elenco profissional na disputa do Campeonato Brasileiro de 2009, fez com que o jogador fosse promovido ao elenco principal do clube e estreasse como profissional no clube que o revelou.

### Goiás
Em setembro de 2010, com poucas chances no time, foi emprestado até o final da temporada para Goiás junto com o volante Lenon.

### Bahia
No ano seguinte foi emprestado ao Bahia. Pelo Tricolor da boa terra teve uma participação bastante regular sendo treinado por nomes conhecidos do Flamengo, como Rogério Lourenço e o experiente Joel Santana.

### Segundo retorno ao Flamengo
Após a boa passagem pelo EC Bahia, retornou do empréstimo e foi reintegrado para a temporada 2012. Marcou seu primeiro gol com a camisa rubro-negra na vitória de 4 a 0 sobre o Bonsucesso, em partida válida pelo Campeonato Carioca de 2012. No final de 2012, passou por uma cirurgia endovascular e perdeu muito espaço no Flamengo.

### Audax Rio
Passou pelo Audax Rio por empréstimo em 2013.

### Audax São Paulo
Ainda em 2013, se transferiu também por empréstimo para o Osasco Audax de São Paulo.

### Guaratinguetá
Com o sucesso obtido com a camisa do Osasco Audax no Paulistão de 2014, Camacho acertou com o Guaratinguetá para a disputa da Série C, numa parceria entre os dois clubes aonde foi transferido com outros 19 atletas.

### Retorno ao Audax-SP
Retornou para o Audax no início de 2015.

### Botafogo
Após boas aparições no futebol de São Paulo, foi contratado por empréstimo pelo Botafogo para a disputa da Série B de 2015.

### Segundo retorno ao Audax
Acertou a sua volta para o Audax no inicio de 2016, após o Botafogo decidir não renovar o seu contrato.
Foi titular durante todo o Campeonato Paulista, sendo um dos destaques da equipe que chegou à final da competição, chegando a integrar a lista dos melhores do Paulistão 2016. Com um bom futebol apresentado no estadual, despertou o interesse do Corinthians.

### Corinthians
Em 2016 foi contratado pelo Corinthians, assinando contrato até o final de 2019.
Estreou pela equipe, no dia 17 de junho, em uma derrota por 1-0, contra o Fluminense, pelo Campeonato Brasileiro 2016. Marcou seu primeiro gol, com a camisa do clube alvinegro, no dia 16 de novembro de 2016, em um empate por 1-1, contra o Figueirense, na Neo Química Arena, pelo Campeonato Brasileiro 2016.
Em 2017, fez parte do elenco campeão do Campeonato Paulista e do Campeonato Brasileiro.
Em 2018, foi emprestado para o Athletico Paranaense.
Em 2020, retornou de empréstimo do Athletico Paranaense.

### Athletico Paranaense
No dia 24 de fevereiro de 2018, foi anunciado como reforço do Athletico Paranaense em uma negociação de empréstimo envolvendo o lateral-esquerdo Sidcley, onde ambos ficaram emprestados até o fim da temporada. Fez parte do elenco campeão da Copa Sul-Americana 2018.
Em 04 de janeiro de 2019, seu contrato de empréstimo foi renovado até o final do ano. Fez parte do elenco campeão da Copa do Brasil 2019. No dia 10 de dezembro de 2019, se despediu do clube paranaense.

### Santos
No dia 15 de junho de 2021, foi anunciado como reforço do Santos, assinando contrato até o fim de 2022.
Fez sua estreia no clássico contra o São Paulo na vitória por 2-0, partida valida pela 5ª rodada do Brasileirão 2021.
Ao final de 2022, teve o contrato renovado até o fim de 2023.

## Títulos

### Athletico Paranaense
- Copa Sul-Americana: 2018

### Corinthians
- Campeonato Brasileiro: 2017
- Campeonato Paulista: 2017

### Botafogo
- Campeonato Brasileiro - Série B: 2015

### Flamengo
- Campeonato Brasileiro: 2009[29]

### Paraná
- Campeonato Paranaense - Segundo Turno: 2008

### Flamengo
- Campeonato Brasileiro Sub-17: 2007
- Torneio Internacional Circuito das Águas: 2006 e 2007
- Copa Macaé Sub-17: 2006
- Campeonato Carioca Sub-17: 2006

### Prêmios individuais
| Ano  | Premiação                      | Prêmio      | Time  | Resultado | Ref.   |
| ---- | ------------------------------ | ----------- | ----- | --------- | ------ |
| 2016 | Seleção do Campeonato Paulista | Melhor meia | Audax | Venceu    | [ 30 ] |